# Hipsylofodon
Hipsylofodon (Hypsilophodon) - rodzaj niedużego wymarłego roślinożernego dinozaura ptasiomiednicznego z rodziny hipsylofodontów, żyjącego we wczesnej kredzie. Jego szczątki znaleziono na terenie Wielkiej Brytanii, Portugalii i Hiszpanii. Nazwa "Hypsilophodon" oznacza po łacinie "ząb legwany". Pochodzenie nazwy Hypsilophodon bywa przedmiotem wielu nieporozumień. Wywodzi się ona od słów Hypsilophus (legwan, synonim rodzaju Iguana), aby podkreślić (niepoprawne jak się później okazało) założenie, iż hypsilofodon i iguanodon były bliskimi krewniakami.
Osiągał 2,5 metra długości i 80 kg wagi. Miał długie nogi przystosowane do biegu. W szczęce miał około 30 zębów. Jego pysk był zakończony kostnym dziobem. Żył w stadach. Osiągał prędkość do 40 km/h. Jego pożywieniem były niskie, nieprzekraczające metra wysokości rośliny, których przeżucie umożliwiało specjalne ustawienie kości szczęki i przedszczęki, którymi mógł ruszać na boki. Tenże ruch zwany jest pleurokinezą.

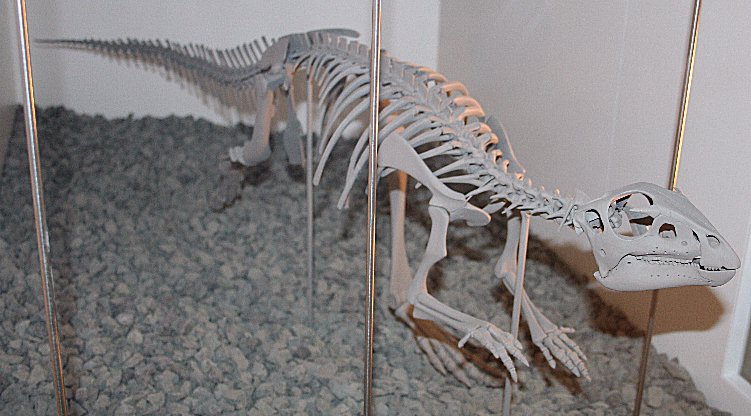
Szkielet hipsylofodona